# Pouteria macrantha
Pouteria macrantha är en tvåhjärtbladig växtart som först beskrevs av Elmer Drew Merrill, och fick sitt nu gällande namn av Charles Baehni. Pouteria macrantha ingår i släktet Pouteria och familjen Sapotaceae. Inga underarter finns listade i Catalogue of Life.